# 鬻子
『鬻子』（いくし、拼音: Yùzǐ）は、中国の先秦時代の書物。『漢書』芸文志の記載によると、道家に属する『鬻子』22篇があったとされ、また別に小説家に属する『鬻子説』19篇があったとされる。著者は周の文王に仕えて楚の先君となった鬻熊に仮託されている。南朝梁の劉勰は『文心雕龍』諸子篇で『鬻子』を諸子百家の草分けとしている。
原書は既に散佚しているが、魏晋南北朝時代のものを、唐の逢行珪が永徽4年に註解し繕写したものが残っている。彼の序文でこの書は「敷衍大道、銓撰明史、闡域中之教化、論刑德之是非」と称されている。
現存する『鬻子』1巻は、多くの後人に偽書と疑われている。